# 天主教三宝垄总教区
天主教三寶壟總教區（拉丁語：Archidioecesis Semarangensis）是印度尼西亞一個羅馬天主教總教區，也是該國十個總教區之一，包括中爪哇省東部和日惹。下轄瑪琅、泗水和普禾格多三個教區。2004年有教友503,597人、87個堂區、344名司鐸。現任總主教為约翰内斯·玛利亚·普加苏马塔。
1940年6月25日自巴達維亞代牧區設代牧區。1963年1月3日升為總教區。